# Csiangraj tartomány
Csiangraj tartomány (thaiul เชียงราย angol átírással: Chiang Rai) Thaiföld Északi régiójának legészakibb közigazgatási egysége, mely két szomszédos országgal is határos: a laoszi Bokeo tartomány és mianmari Shan állam érintik a határvonalát. Csiangrajjal szomszédos tartományok: Phajau, Lampang és  Csiangmaj. A tartomány székhelye a 2012-ben közel 70 ezer lakosú Csiangraj város.
A tartomány területe 11 678 km², lakossága 2014-ben 1,2 millió fő volt.

## Földrajz
Csiangraj átlagos magassága 580 méter. Északi része az úgynevezett "Aranyháromszög" egy szeglete, mely 2008-ban a világ ópiumtermelésének 5 százalékát adta. A tartomány - és az ország - határának egy részét a Mekong-folyó jelenti, de itt találjuk a Rua és Sai folyókat is, ahogy a tartományi központ, Csiangraj város folyója a Kok, délen pedig a Lao folyik.
A tartomány keleti fele sík, nyugaton és északon a Thai-fennsík dombjai találhatók. Legmagasabb pontja az 1389 méter magas Doi Tung (jelentése kb.: zászlódomb) csúcsa. Ezen a ponton található a Vat Phra Maha Csinadhatucsao Doi Tung kolostortemplom.
Itt található a Tham Luang-barlangrendszer, mely 6,2 km hosszú. A barlangrendszer legismertebb turisztikai látványosságát azok a kristályok adják, melyek a fényviszonyok függvényében változtatják a színüket. A barlang 2018-ban egy mentőakció kapcsán vált nemzetközileg ismertté.

## Történelem
A tartományt a 7. század óta lakják, a 13. században lett a Lannathai királyság részévé. 1910-ben alakult meg Csiangraj tartomány, mely miután Lannathai Sziám része lett, autonóm régió státuszt kapott. A tartomány a rohingja menekültek tranzithelye, ahová Kancsanaburi tartományból szállítják át őket.

## Városok
- Csiangkong - a kapu Laosz felé
- Csiangraj - a tartomány székhelye
- Csiangszen - az "Aranyháromszög" városa